# Cymaroa
Cymaroa é um género de traça pertencente à família Arctiidae.